# Гангський канал

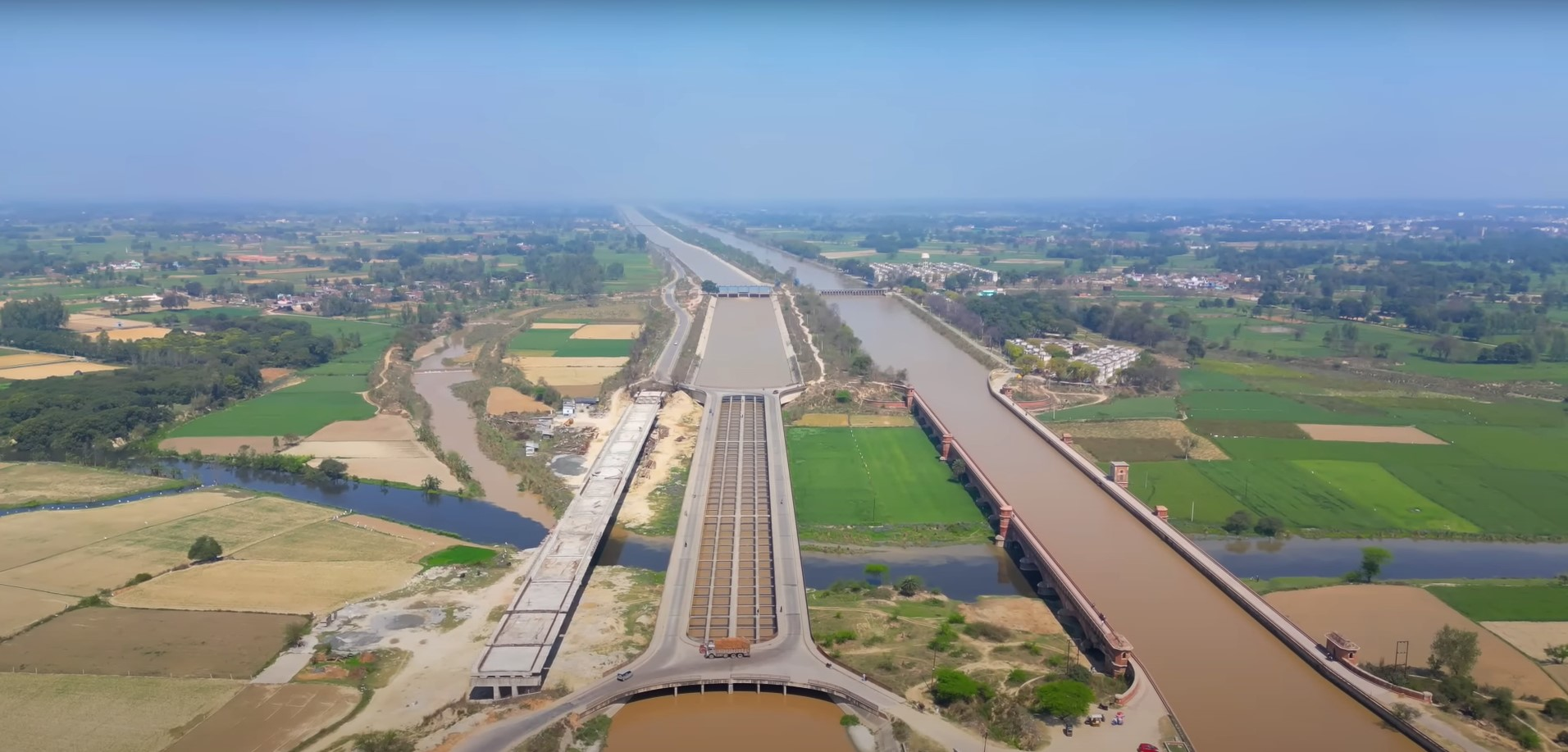
Solani Aquaduct - Редагування Гангський канал

Гангський канал (англ. Ganga Canal або Ganges Canal) — система каналів в Індії, призначена для іригації регіону Доаб між річками Ямуна і Ганг. Хоча головним призначенням каналу є іригація, деякі ділянки використовувалися для перевезення водним шляхом матеріалів для будівництва каналу. Канал був збудований між 1842 і 1854 роками, спочатку витрата води становила 180 м³/с, а потім її було збільшено до 295 м³/м. Довжина системи становить 440 кілометрів головного русла і 6500 кілометрів розподільчих каналів. Територія, яка зрощується за допомогою каналу, становить близько 9000 км² родючих земель штатів Уттар-Прадеш і Уттаракханд. Канал дозволяє в обох штатах вирощувати великі врожаї, через що канал ретельно підтримують за рахунок плати за використання його води.
| Індія | Це незавершена стаття з географії Індії. Ви можете допомогти проєкту, виправивши або дописавши її. |